# テンプル・オブ・ザ・ドッグ
テンプル・オブ・ザ・ドッグ（Temple of the Dog）は、1990年にシアトルで結成されたアメリカのロック・バンド。同年に死去したマザー・ラヴ・ボーンのフロントマンであるアンドリュー・ウッドを追悼するために結成された。

## 概要
テンプル・オブ・ザ・ドッグはサウンドガーデンのフロントマンであり、アンドリュー・ウッドのルームメイトであったクリス・コーネルを中心に活動開始した。ウッドはコーネルがライブ・ツアーから帰ってきた1990年3月19日に、ヘロインのオーバードースにより24歳で死去した。数日後にコーネルはヨーロッパ・ツアーに旅立ち、ウッドへのトリビュート・ソングを書き始めた。コーネルはレコーディングを開始し、楽曲はサウンドガーデンの音楽と違い、スロウでメロディアスなサウンドに仕上がった。コーネルはマザー・ラヴ・ボーンのメンバーであったジェフ・アメンとストーン・ゴッサードを誘いバンドを結成。その後もマット・キャメロン、マイク・マクレディらが加入しバンドの原形が完成する。
唯一のアルバム『テンプル・オブ・ザ・ドッグ』は、A&Mレコードより1991年4月16日にリリースされた。後にパール・ジャムのボーカリストとなるエディ・ヴェダーもバック・コーラスで参加した。アルバムは全米チャート5位、カナダで11位を記録。アメン、ゴッサード、マクレディ、ヴェダーはパール・ジャム、コーネルとキャメロンはサウンドガーデンの活動に専念するためテンプル・オブ・ザ・ドッグは活動を終了したが、その後も散発的に再結成ライブを行っている。

## メンバー
- クリス・コーネル（Chris Cornell） - ボーカル、バンジョー、ギター
- マイク・マクレディ（Mike McCready） - リードギター
- ストーン・ゴッサード（Stone Gossard） - リズムギター
- ジェフ・アメン（Jeff Ament） - ベース
- マット・キャメロン（Matt Cameron） - ドラムス
- エディ・ヴェダー（Eddie Vedder） - コーラス

## ディスコグラフィ

### アルバム
- 『テンプル・オブ・ザ・ドッグ』 - Temple of the Dog （1991年）

### シングル
- "Hunger Strike"（1991年）
- "Say Hello 2 Heaven" （1991年）
- "Pushin Forward Back" （1991年）